# Sveti Petar u Šumi
Sveti Petar u Šumi (olaszul: San Pietro in Selve) falu és község Horvátországban, Isztria megyében. Az Isztria legkisebb területű községének székhelye.

## Fekvése
Az Isztria középső részén, Pazintól 10 km-re délnyugatra a Lim-völgy feletti hullámos fennsíkon évszázados erdők között fekszik. Itt kereszteződnek a Tinjan, Pazin, Žminj és Kanfanar felé menő utak és itt haladt át a Póla–Divača vasútvonal is. A hozzá tartozó kis települések az ott birtokos családok alapján kapták a nevüket: Grgani, Bezjaki, Dolinci, Gljuščići, Slavčići, Videti, Pickini, Kristani és távolabb Tomažini, Dolčani, Grčeti, Kranjci.

## Története
Területe már az ókorban is lakott volt. A Limska Draga (Lim-völgy) felett a 15. századig egy kelta (hisztri) építésű vár is állt, melyet a korabeli források Ad Vicinatumnak, Castrum Vicinatusnak (1443), Vinicatonak (1102) vagy Vicininek illetve Vicino San Pietronak neveznek. Uradalma a 12. századtól a porecsi püspök , majd az aquileiai pátriárka és a pazini grófok birtoka volt. A várnak nyoma sem maradt az egykori Szent Tamásnak szentelt templomára utaló Sv. Toma dűlőnév kivételével. Az innen származó leletek a trieszti múzeumba kerültek. A mai település és község az itt állt bencés kolostorról kapta a nevét, melyet a latin nyelvű okiratokban „Monasterium Sancti Petri in Sylvis” néven említenek. A kolostor első írásos említése 1174-ben történt, de homályos utalás van arra, hogy már sokkal korábban (1134 előtt) is megvolt. A helyi legenda szerint Salamon magyar király trónfosztása után itt tartózkodott, majd később a pólai Szent Mihály kolostorba költözött át ahol 1089-ben meghalt. A kolostor könyvtárából fennmaradt egy latin nyelvű kéziratos könyv a 11. század végéről, vagy a 12. század elejéről. Ugyanebből az időből való az ún. „Supetari töredék” egy a középkori Szent Péter templom maradványai között talált cirill és glagolita betűkkel írt kőtöredék. Más isztriai városoktól és településektől eltérően ahol a település dombon épült, melynek legmagasabb pontján a templom állt körülötte a házakkal Sveti Petar u Šumi nem a templom, vagy a kolostor köré települt és ezért aíz itteni szerzetesek békében élhettek. Sveti Petar u Šumi lakói, akiket egyszerűen csak supetaracnak neveztek a falutól távolabb eső földek és szőlők művelésével foglalkoztak.
Miután a kolostort a bencések elhagyták a pusztuló épületet 1459-ben III. Frigyes német-római császár a pálosoknak adta akiknek akkor már volt egy kolostoruk az Isztrián a Csepics-tó szigetén. Frigyes császár azt is feltételül szabta, hogy a kolostorban tíz szerzetes tartózkodjon, amelyből legkevesebb hat pap legyen. A pálosok a kolostort felújították, kerengőt alakítottak ki befedve a ciszterna körüli teret alul új reneszánsz oszlopokkal. A régi román oszlopokat az árkádokkal az emeletre helyezték át, ahol a földszinti részhez hasonlóan sétáló folyosót létesítettek. A templomot gótikus stílusban építették át. Az épületegyüttes uszkók háború idején 1616-ban újra leégett. Felújítási munkái a 17. század közepén kezdődtek, amikor a templom és a kolostor is új külsőt kapott. A templom külsejét a zagorjei és ausztriai templomok mintájára alakították ki. 1755-ben szentelték fel. Berendezése 1755 és 1752 között készült. Oltárképeit a neves pálos festőművész Leopold Keckheisen készítette, a homlokzat szobrai Paul Riedl munkái. Pálos festőművész festette a híres czestochowai kegykép másolatát is. A kép 1721-ben a karácsonyi ünnepek alatt könnyezett, melynek számos tanúja volt. Ezután a zarándokok növekvő száma miatt a templom körüli teret szélesíteni kellett. A pálosok a településen iskolát is alapítottak, ahova az isztriai nemesek és a városi polgárok gyermekei jártak a szomszédos településekről is. 1770 körül a šumi kolostorban filozófiai oktatás is indult, mely rövid ideig filozófiai fakultásként működött. Amikor II. József 1783-ban feloszlatta a szerzetesrendeket a pálos rend is megszűnt. A kolostort állami kézbe kellett adni, a templom pedig plébániatemplom lett és máig megőrizte eredeti szépségét. A régi Szent Rókus plébániatemplom temetőkápolna lett. A pálosok csak 1993-ban tudták visszavenni a plébániát és azóta a település hitéletének ők az irányítói. A településnek 1857-ben 847, 1910-ben 1267 lakosa volt. Az első világháború után a rapallói szerződés értelmében Isztria az Olasz Királysághoz került. A második világháború után Jugoszlávia része lett. Jugoszlávia felbomlása után 1991-ben a független Horvátország része lett. 2011-ben a falunak 1067 lakosa volt Lakói hagyományosan mezőgazdasággal (szőlő és gabonatermesztés) foglalkoznak, de többen dolgoznak a közeli nagyobb településeken (Pazin, Žminj), bár a Purisa d. d. Pazin is működtet itt üzemet. Az utóbbi időben fejlődött a falusi turizmus.

## Nevezetességei
- Pálos kolostorát még a bencések építették valószínűleg még 1134 előtt, első írásos említése 1174-ben történt. Története során többször kellett újjáépíteni, ezért az épületegyüttesben a román, a reneszánsz és a barokk stílus elemei egyaránt megtalálhatók. A kerengő a pálosok által végzett újjáépítés során 15. század második felében 1474 körül épült, közepén ciszterna található. Ekkor építették az addig földszintes kolostor emeleti részét is. Egyedülálló módon a földszinti részen a széles reneszánsz árkádok, az emeleten pedig a régebbi román kori épületrészek találhatók. Ez annak köszönhető, hogy a pálosok a régi román oszlopokat az árkádokkal az emeletre helyezték át. A barokk épületrészek az 1731 és 1755 közötti átépítés és bővítés során épültek. A bejárat felett a következő felirat olvasható: „FREDERICUS III. IMPERATOR DONAVIT MONASTERIUM S. PETRI IN SYLVIS FRATRIBUS ORDINIS S. PAULI PRIMI EREMITAE 1459. DE NOVO ERECTUM 1731.” (E kolostort III. Frigyes császár adományozta a šumi pálos testvéreknek, először elpusztult 1459-ben, újjáépítették 1731-ben)[5] A pálosok visszatérése (1993. július 7.) után az épületegyüttest az 1998-ig tartó munkálatok során a horvát kulturális minisztérium támogatásával teljesen felújították. Utoljára a jobb szárny belső felújítása maradt, ahol kiállítást terveznek megnyitni és ahol a településsel és a pálos renddel kapcsolatos ajándéktárgyakat is lehet majd vásárolni.
- A Szent Péter és Pál apostolok tiszteletére szentelt plébániatemplom a kolostortól északra áll. Felszentelése 1755-ben történt. A templom négyszög alaprajzú, hosszabb oldalain két kápolnával, elnyújtott szentéllyel, dongaboltozattal. Az oldalkápolnákban a szerzetesek részére emporiumot alakítottak ki. Az emporium és a mellékoltárok mögött, valamint a kóruson elhelyezett ablakokon át beáramló fény a tér dinamikáját növeli. A templom nagyon szép és jó állapotban fennmaradt késő barokk belsővel rendelkezik. A fából faragott oltárait Paul Riedl készítette. Minden oltár közepén a nagyméretű oltárképet fából faragott, márvánnyal borított oszlopokkal és pilaszterekkel díszített építmény foglalja keretbe, attikáján kisebb képpel. A főoltáron (1755) a két nagy apostol alakja, a mellékoltárokon a Rózsafüzér királynője (1759), a Szent Kereszt (1763), az Aprószentek (1766) és Remete Szent Pál (1777) alakja látható, valamennyi Leopold Keckheisen pálos művész munkája. Nagyon szép a templom orgonája, melyet 1770 körül Janez Juraj Eisl laibachi műhelyében építettek.[6] Ritkaság a szép késő barokk virágmintás, bőrből készített tapéta (velencei munka), mely az oldalkápolnák falát teljesen beborítja. Késő barokk hatást tükröz a templom belső tere és annak megvilágítása. A szűk, magas ablakok kialakítását a magas harangtorony és a templomhoz délről csatlakozó emeletes kolostorépület indokolja.[6] A mai formájában 1773-ban épített szimmetrikus homlokzat közép felé emelkedik, közepén nagy íves, négyszögletes ablak és öt szobor díszíti, melyek szintén Paul Riedl munkái. A homlokzat díszítőelemeit magas pilaszterek tagolják. A 33 és fél méter magas harangtorony a homlokzat északi oldalán áll. A főoltáron álló Częstochowai Madonna kép 1721. december 24. és 1722. január 1. között véres könnyeket hullajtott. Emiatt a templom búcsújáróhely lett.
- Szent Rókus tiszteletére szentelt temetőkápolnája[7] 1737-ben épült, 1981-ben restaurálták. 1783-ig ez volt a település plébániatemploma. A kápolna kereszt alaprajzú, szentélye boltozott, tetőzete isztriai palával fedett. Egyhajós épület, a diadalív mentén szimmetrikusan kialakított két oldalkápolnával, a szentélytől balra pedig a sekrestye található. A szentély, a sekrestye és az oldalkápolnák kereszt dongaboltozattal vannak fedve. A tetőt palakövek borítják. Ez a legnagyobb fennmaradt ilyen típusú tető Isztrián. A hajó falába két feliratos kő van beépítve: a bal oldali a kápolna építéséről emlékezik meg 1737-ben, Marko Udovičić plébános idején, a jobb oldali pedig a kápolna felszentelését örökíti meg Gaspar de Nigris poreci püspök és Juraj Udovičić plébános idejében 1745-ben.

## Lakosság
| Lakosság változása | Lakosság változása | Lakosság változása | Lakosság változása | Lakosság változása | Lakosság változása | Lakosság változása | Lakosság változása | Lakosság változása | Lakosság változása | Lakosság változása | Lakosság változása | Lakosság változása | Lakosság változása | Lakosság változása | Lakosság változása |
| ------------------ | ------------------ | ------------------ | ------------------ | ------------------ | ------------------ | ------------------ | ------------------ | ------------------ | ------------------ | ------------------ | ------------------ | ------------------ | ------------------ | ------------------ | ------------------ |
| 1857               | 1869               | 1880               | 1890               | 1900               | 1910               | 1921               | 1931               | 1948               | 1953               | 1961               | 1971               | 1981               | 1991               | 2001               | 2011               |
| 847                | 876                | 975                | 1039               | 1101               | 1267               | 1217               | 1184               | 1165               | 1173               | 1123               | 1057               | 999                | 999                | 1011               | 1067               |